# Лушина, Татьяна Викторовна
Татьяна Викторовна Лушина (род. 14 октября 1971) — российская прыгунья на батуте,
многократная чемпионка мира.

## Карьера
Т. В. Лушина родилась в Воронеже. Там и начала заниматься прыжками на батуте.
Многократный чемпион мира, Европы, СССР и России.
Работала в Канаде, в цирке «Дю Солей».
В 1993 году закончила Воронежский государственный институт физической культуры